# PowerNow!
PowerNow! (укр. Па́ва На́у) — технологія, розроблена AMD для застосування у версіях процесорів K6-2+, K6-III+, Athlon та Turion, які встановлюються в ноутбуки. Тактова частота і напруга живлення процесора автоматично знижуються, коли комп'ютер простоює або недостатньо завантажений. Це дозволяє понизити енергоспоживання (збільшити час роботи від батарей) і зменшити тепловиділення. Аналогічна технологія застосовується і компанією Intel під назвою SpeedStep. Варіант технології PowerNow! для звичайних немобільних процесорів називається CoolnQuiet.